# Lokomotiva 703
Lokomotiva řady 703 (do roku 1988 řada T 212.1) je malá motorová lokomotiva. Je určena pro posun v depech, staniční službu, dopravu menšího počtu vagónů a pro vlečkový provoz.

## Výroba
Lokomotivy řady 703 byly vyráběny v Turčianských strojárnách Martin v letech 1972 až 1979, přičemž prototyp byl vyroben již v roce 1969. Pro Československé státní dráhy a československé průmyslové podniky bylo vyrobeno 224 kusů. 12 strojů bylo určeno pro pražské metro.

## Konstrukce
Ačkoliv stroje řady 703 vypadají téměř shodně jako starší verze 700 nebo 702, jsou však oproti těmto značně zdokonalené. Pod zúženou kapotou před stanovištěm strojvedoucího je umístěn naftový dvanáctiválcový motor Tatra, který přenáší točivý moment přes hydrodynamickou převodovku na kardan, jež ho přenášejí dále na nápravové převodovky. Proto je řízení lokomotivy odlišné oproti starším typům s mechanickou převodovkou. Strojvedoucí lokomotivu ovládá pákou plynu a rychlostní stupně se řadí automaticky podle otáček motoru.
Stanoviště strojvedoucího je umístěno na konci robustního rámu a je přístupné dveřmi zezadu. Okolo kapot jsou úzké ochozy. Špalkové brzdy brzdí obě nápravy jednostranně.

## Historické lokomotivy
- 703.050 (České dráhy, depo Valašské Meziříčí)
- 703.507 (Klub historie kolejové dopravy Praha, železniční muzeum Kněževes)
- 703.614 (Muzeum městské hromadné dopravy Střešovice)